# Лінійні кораблі типу «Андреа Доріа»
Лінійні кораблі типу «Андреа Доріа» (італ. Classe Andrea Doria (nave da battaglia) — італійські лінкори Королівських ВМС періоду Першої світової війни, що були подальшим розвитком лінкорів типу «Конте ді Кавур». Було збудовано два кораблі даного класу — «Андреа Доріа» і «Кайо Дуіліо». Першим був закладений Caio Duilio, а прийнятий до флоту Andrea Doria, через що вживають позначення, як лінкори класу Caio Duilio, так і лінкори класу Andrea Doria.

## Історія створення
У 1911 році в італійському Головному морському штабі стало відомо, що Франція розпочала будівництво трьох лінкорів типу «Бретань», на додачу до чотирьох лінкорів типу «Курбе», що вже будувались. Також найближчим часом очікувалась закладка двох лінкорів Австро-Угорщиною. Ці новини змусили керівництво італійського флоту вжити заходів, і зрештою воно домоглось виділення асигнувань на побудову ще двох кораблів, на додачу до чотирьох, що вже будувались.
Щоб зменшити час на проектування, головний конструктор Джузеппе Вальсеккі (італ. Giuseppe Valsecchi) взяв за основу «Конте ді Кавур», внісши у нього мінімальні зміни. Найсуттєвішими змінами було розташування середньої башти на палубу нижче, що збільшувало остійність, а також перехід на 152-мм калібр протимінної артилерії. Самі 152-мм гармати розміщувались не в центральному казематі, а були рознесені у носову та кормову частини, що підвищувало їх ефективність у боротьбі з ворожими міноносцями. Решта змін були не такі суттєві.
Вже 2 вересня 1911 року було видане замовлення морському арсеналу Ла-Спеції та фірмі «Regio Cantiere di Castellammare di Stabia» у місті Кастелламмаре-ді-Стабія на побудову двох кораблів, які отримали назви «Андреа Доріа» і «Кайо Дуіліо» відповідно.
Будівництво «Андреа Доріа» обійшлось у 52,56 млн. лір, «Кайо Дуіліо» - у 44,36 млн. лір. Вартість артилерії для кожного корабля склала 37 млн. лір.

## Представники
| Назва                       | Верф                                                                 | Закладений           | Спущений на воду     | Вступив у стрій      | Доля                         |
| --------------------------- | -------------------------------------------------------------------- | -------------------- | -------------------- | -------------------- | ---------------------------- |
| «Андреа Доріа» Andrea Doria | Арсенал Ла-Спеції, Ла-Спеція                                         | 24 березня 1912 року | 30 березня 1913 року | 13 березня 1916 року | Проданий на злам у 1961 році |
| «Кайо Дуіліо» Caio Duilio   | «Regio Cantiere di Castellammare di Stabia», Кастелламмаре-ді-Стабія | 24 лютого 1912 року  | 24 квітня 1913 року  | 10 травня 1915 року  | Проданий на злам у 1957 році |

## Конструкція

Схема розташування гармат головного калібру

У порівнянні з лінкорами типу «Конте ді Кавур» було змінено розташування передньої щогли, скорочено розмір надбудов, перенесено на нижчі позиції гармати, завдяки чому поліпшилась остійність кораблів, але було зменшено чисельність кают.
Лінкори практично не брали участі у військових діях на Адріатиці, а після завершення війни з 1923 року перебували у резерві.

## Модернізації
Протягом 1920-х років зміни на кораблях стосувались установки зенітної артилерії та катапульти для запуску гідролітака.

### Реконструкція 1930-х років
У 1937 році, коли лінкори  типу «Конте ді Кавур» вступили у стрій після серйозної реконструкції, на реконструкцію встали і кораблі типу «Андреа Доріа»: «Кайо Дуіліо» в Генуї, «Андреа Доріа» в Трієсті. Завершення робіт планувалось на 1940 рік.
Як і на кораблях типу «Конте ді Кавур», на лінкорах типу «Андреа Доріа» подовжили носову частину та замінили силову установку. 
Замість центральної башти встановили нові парові машини, димові труби. Рубку замінили сучасною високою новою.
Стволи гармат головного калібру також розсвердлили до 320 мм, але кут підвищення становив не 27°, а 30°, внаслідок чого далекобійність зросла до 159 кбт.
Замість 120-мм протимінної артилерії встановили нові 135-мм/40 гармати, розташовані в чотирьох тригарматних баштах ,встановлених по боках носової надбудови одна над іншою.
Зенітна артилерія складалась з десяти нових 90-мм/50 гармат моделі 1939 року, розміщених в центрі корабля, по п'ять з кожного борту.
Легка зенітна артилерія складалась з шести спарених та трьох одиночних 37-мм/54 і 8 спарених 20-мм/65 автоматів фірми «Breda».
Реконструкція завершилась влітку 1940 року. На випробуваннях «Кайо Дуіліо» розвинув швидкість 27,15 вузлів при потужності 86 346 к.с. і водотоннажності 27 042 т; «Андреа Доріа» - 26,9 вузлів при потужності 84 416 к.с. і водотоннажності 26 016 т.
«Кайо Дуіліо» вступив у стрій 4 липня, а «Андреа Доріа» - 20 жовтня 1940 року. 
| Схема озброєння лінкорів на 1923 рік | Схема озброєння після модернізації |

### Модернізації воєнного часу
Навесні 1942 року на обидва лінкори додали 2 x 2 37-мм/54 автомати.
У 1944 році демонтували 2 x 2 20-мм/65 і всі одиночні 37-мм автомати.

## Служба
Caio Duilio використовувався на акваторіях Адріатики і Чорного морів. У активних бойових діях участі не брав. З 1920-х років перебував у резерві та зазнав ґрунтовної реконструкції впродовж 1937—1940 років. У листопаді 1940 на стоянці у Таранто був пошкоджений британськими бомбардувальник і ремонтувався у Генуї, де у лютому 1941 зазнав нових пошкоджень під час обстрілу порту британськими кораблями. Надалі використовувався проти британських конвоїв і для супроводу італійських. У 1942 відправлений у резерв і після капітуляції 1943 до 1956 використовувався як навчальний корабель, після чого був порізаний на брухт.
Andrea Doria переважно перебував у Таранто для захисту від атак австро-угорської авіації, використовувався у південній Адріатиці. 1919 перебував у Чорному морі. Перебудований у 1937—1940 роках. У новій війні брав участь 1941-го в битві у затоці Сидра, перебував у резерві з 1942, переведений з флотом на Мальту, де був інтернований. До 1956 використовувався як навчальний корабель, після чого був порізаний на брухт.